# Buçimas
Buçimas (albanisch definit Buçimasi, bis 1970 Starova bzw. Starovë) ist ein Ort im Südosten Albaniens. Als Vorort von Pogradec ist Buçimas mit der Nachbarstadt verwachsen.
Seit 2015 ist Buçimas Teil der Bashkia Pogradec. Die Njësia administrative (Verwaltungseinheit) hat 11.882 Einwohner (Volkszählung 2023). Rund zehn Prozent der Bevölkerung gehören der Minderheit der Balkan-Ägypter an.

## Geographie & Verkehr

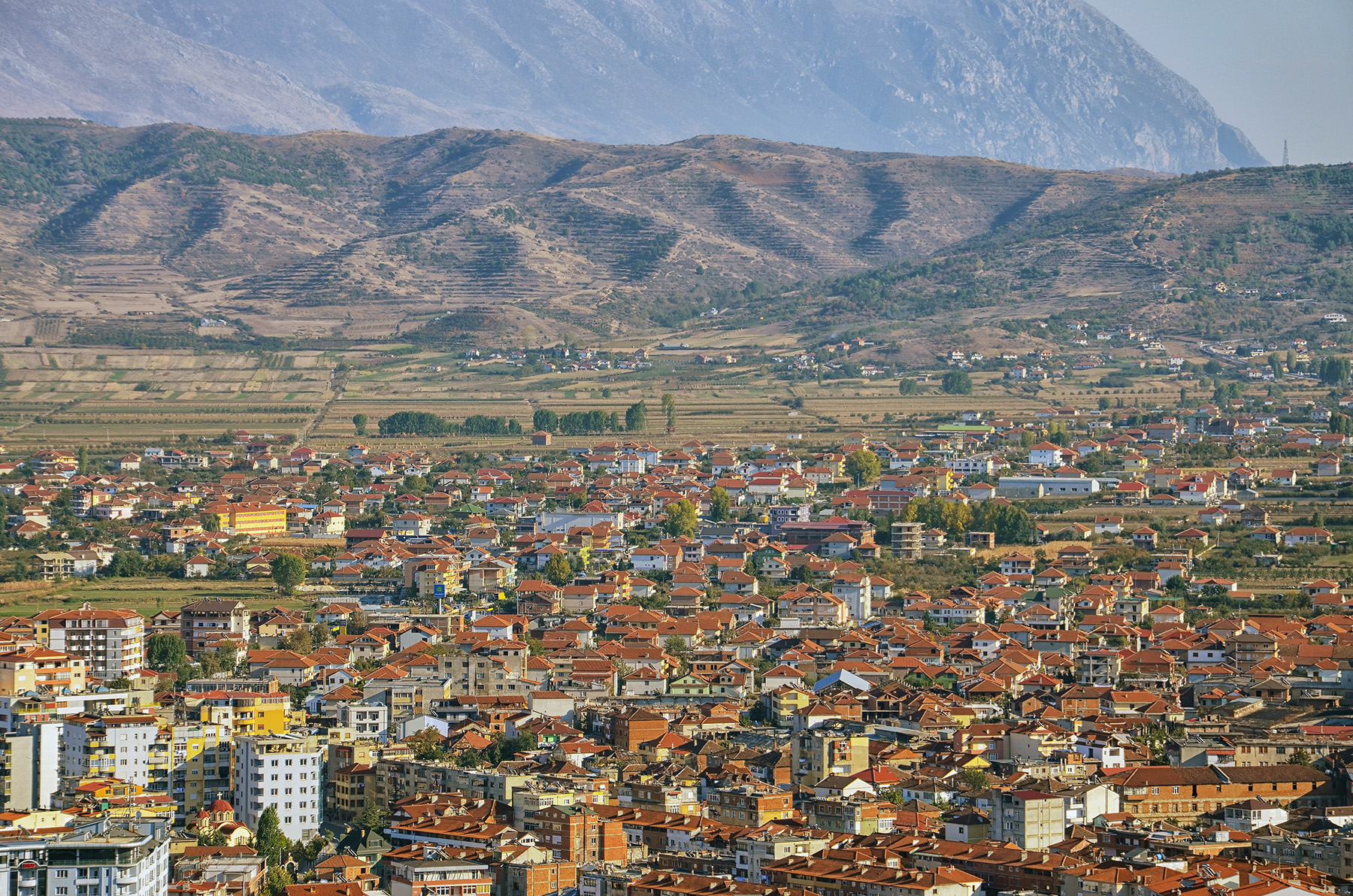
Blick über die Häuser von Pogradec im Vordergrund und Buçimas nach Süden zum Qafë Plloça

Pogradec und Buçimas (702 m ü. A.) liegen – zusammen mit einigen anderen kleineren Dörfern wie Tushemisht – in der Ebene von Buçimas (Fusha e Buçimasit) am Südende des Ohridsees (695 m ü. A.). Buçimas grenzt südöstlich an Pogradec an. Während vor den 1990er Jahren noch ein Grünstreifen von rund einem Kilometer die beiden Orte trennte, sind sie heute eng verwachsen. Der See liegt rund einen Kilometer nördlich des Ortszentrums.
Die heutige Administrative Einheit respektive ehemalige Komuna Buçimas ist mit 6041 km²:10 um ein Vielfaches größer als die Bashkia Pogradec vor der Fusion. Buçimas umgibt die Stadt auf der ganzen Landseite und dehnt sich auch in das Bergland westlich und in das Hügelland östlich der Ebene aus. Neben dem Hauptort gehörten noch die folgenden Dörfer zur Gemeinde: Baçallëk, Gështenjas, Gurras, Peshkëpia, Rëmenj, Tushemisht und Verdova. Im Osten grenzte sie an Nordmazedonien.
Zu den geographischen Besonderheiten gehören die Quellen von Drilon/Voloreka bei Tushemisht, wo Wasser aus dem Prespasee austritt und in den Ohridsee fließt.:11 Aus Buçimas kommt ein Großteil des Trinkwassers für Pogradec und Umgebung.:12
Durch Buçimas führt die Nationalstraße SH 3, die Pogradec über den Qafë Plloça mit Korça verbindet. Die SH 64 führt von Pogradec am Seeufer entlang nach Osten über Tushemisht zum Grenzübergang beim Kloster Sveti Naum.

## Geschichte

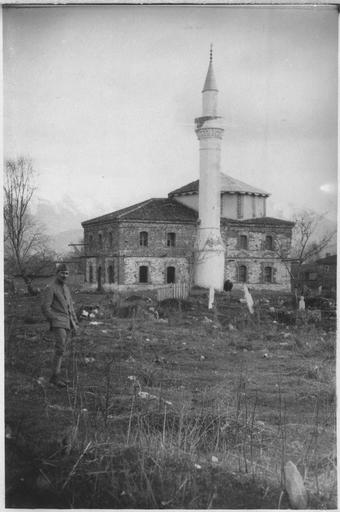
Moschee von Starova (Buçimas) im Jahr 1918

Bis 1975 hieß das Dorf Starova (albanisch auch Starovë).
In der osmanischen Zeit war das Dorf ein administratives Verwaltungszentrum, ein Kaza.
Der Autor Luan Starova (1941–2022) trägt den Namen des Dorfes.
Obwohl bis vor wenigen Jahrzehnten stark landwirtschaftlich geprägt, ist die Bevölkerung seit dem Zweiten Weltkrieg stark gestiegen. 1955 wurden in Starova knapp über 800 Einwohner gezählt. 1979 hatte die Komuna Buçimas knapp 9000 Einwohner. 1989 wurden schon 11.656 Personen verzeichnet. Auch nach dem Zusammenbruch des kommunistischen Regimes stieg die Bevölkerungszahl weiter an mit Zuwanderung aus dem Umland. Die Stadt Pogradec breitete sich ins Umland, also auf das Gebiet von Buçimas, aus. 2011 wurden in Buçimas 15.687 Einwohner registriert, was drei Vierteln der Bevölkerung von Pogradec entsprach, das von der Komuna Buçimas umgeben war.
Seit 2015 gehört Buçimas zur Bashkia Pogradec. Bis dahin war der Ort Zentrum der gleichnamigen Komuna.

## Wirtschaft
Weite Gebiete der administrativen Einheit sind noch landwirtschaftlich geprägt.:12 Insbesondere entlang der SH 3 in Stadtnähe haben sich zahlreiche Gewerbebetriebe und Dienstleister angesiedelt.
Das Seeufer wird insbesondere im Sommer stark touristisch genutzt. Tushemisht ist ein kleiner Badeort und bietet neben den Stränden auch mit den Teichen von Drilon ein Ausflugsziel.:13 f Die Uferpromenade von Pogradec dehnt sich über die Stadtgrenze aus, und im angrenzenden Hinterland sind zahlreiche Häuser mit Ferienwohnungen entstanden.